# Perizoma parahydrata
Perizoma parahydrata är en fjärilsart som beskrevs av Alberti 1969. Perizoma parahydrata ingår i släktet Perizoma och familjen mätare. Inga underarter finns listade i Catalogue of Life.